# بوركهارد إيبرت
بوركهارد إيبرت (بالألمانية: Burkhard Ebert)‏ هو دراج ألماني، ولد في 4 يوليو 1942 في برلين في ألمانيا.

## وصلات خارجية
- بوركهارد إيبرت على موقع أرشيف الدراجات (الإنجليزية)
- بوركهارد إيبرت على موقع اللجنة الأولمبية الدولية (الإنجليزية)
- بوركهارد إيبرت على موقع أوليمبيديا (الإنجليزية)